# Tonopok
Tonopok är en kulle i Mikronesiens federerade stater. Den ligger i kommunen Uman-Fonuweisom och delstaten Chuuk, i den västra delen av landet, 700 km väster om huvudstaden Palikir. Toppen på Tonopok är 85 meter över havet.